# Ratpenats llenguallargs
|  | No s'ha de confondre amb Macroglossinae. |

Els ratpenats llenguallargs (Macroglosussinae) són una subfamília de ratpenats de la família dels pteropòdids. Es compon de deu espècies repartides en quatre gèneres diferents.

## Taxonomia
El nom original d'aquesta subfamília era «Macroglossinae», nom que també designava una subfamília de lepidòpters esfíngids, essent un cas clar d'homonímia:
- Macroglossinae Harris, 1839 - subfamília de lepidòpters.
- Macroglossinae Gray, 1866 - subfamília de quiròpters.[3]

Donat que el nom de Harris és més antic, i aplicant el principi de prioritat, el nom de Gray va ser canviat a Macroglosussinae per Almeida, Simmmons i Giannini (2020); aquest és el nom vàlid per a anomenar la subfamília de ratpenats.